# Curvatura gaussiana

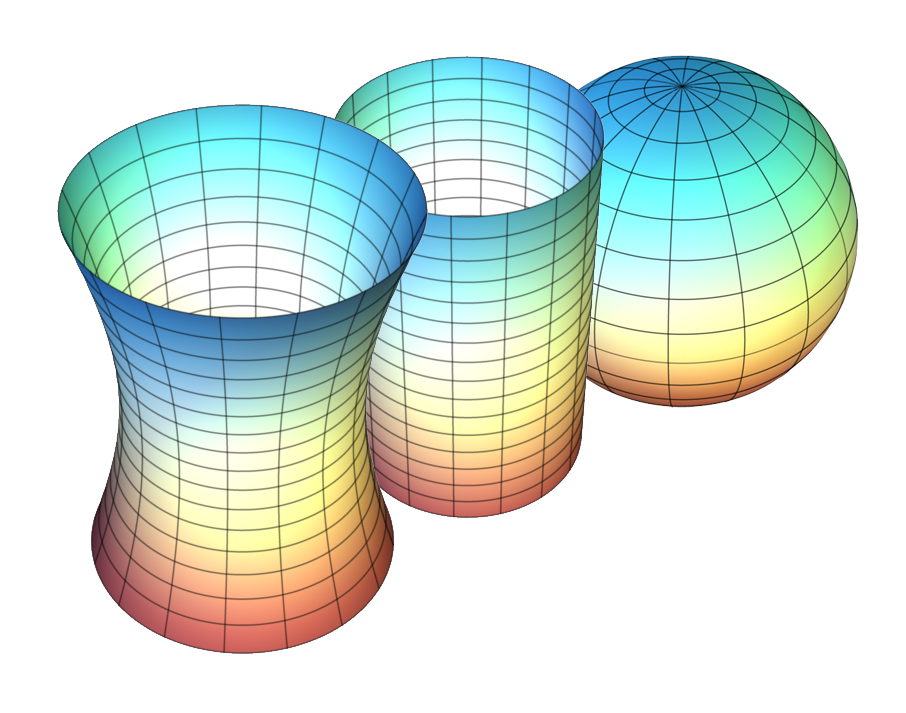
Da esquerda para a direita: uma superfície de uma curvatura gaussiana negativa (hiperbolóide), uma superfície de uma curvatura gaussiana zero (cilindro), e uma superfície de uma curvatura gaussiana positiva (esfera).

Em geometria diferencial, a curvatura gaussiana ou curvatura de Gauss de um ponto sobre uma superfície é o produto das curvaturas principais, κ1 e κ2, do ponto dado. É uma medida intrínsica de curvatura, i.e., seu valor depende somente de como as distâncias são medidas sobre a superfície, não da maneira como estão imersas no espaço. Este resultado é o índice do teorema egrégio de Gauss.
Simbolicamente, a curvatura gaussiana Κ é definida como
{\displaystyle \mathrm {K} =\kappa _{1}\kappa _{2}\,\!}.
Também é dada por
{\displaystyle \mathrm {K} ={\frac {\langle (\nabla _{2}\nabla _{1}-\nabla _{1}\nabla _{2})\mathbf {e} _{1},\mathbf {e} _{2}\rangle }{\det g}},}
onde {\displaystyle \nabla _{i}=\nabla _{{\mathbf {e} }_{i}}} é o derivativo covariante e g é o tensor métrico.
Em um ponto p sobre uma superfície regular em R3, a curvatura gaussiana é também dada por
{\displaystyle K(\mathbf {p} )=\det(S(\mathbf {p} )),}
onde S é o operador de formato.
Uma útil fórmula para a curvatura gaussiana é a equação de Liouville em termos do Laplaciano em coordenadas isotérmicas.

## Definição informal
Nós representamos a superfície pelo teorema da função implícita como o gráfico de uma função f de 2 variáveis. Assumindo o ponto p como um ponto crítico, i.e. o gradiente de f anula-se (isto pode sempre ser alcançado por um movimento rígido apropriado), então a curvatura Gaussiana da superfície em p é o determinante da matriz Hessiana de f, i.e., o determinante da matriz 2 por 2 de segundas derivadas. Esta definição permite uma imediata distinção entre pontos de máximo/mínimo versus ponto de sela em termos do cálculo univariado.

## Curvatura total

A soma dos ângulos de um triângulo sobre uma superfície de curvatura negativa é menor que a da curva plana.

A integral de superfície da curvatura Gaussiana sobre alguma região de uma superfície é chamada curvatura total. A curvatura total de um triângulo geodésico iguala o desvio da soma de seus ângulos de {\displaystyle \pi }. A soma dos ângulos de um triângulo sobre uma superfície de curvatura positiva irá exceder {\displaystyle \pi }, enquanto a soma dos ângulos de um triângulo sobre uma superfície de curvatura negativa irá ser menor que {\displaystyle \pi }.  Sobre uma superfície de curvatura zero, tal como o plano euclidiano, os ângulos irão somar precisamente {\displaystyle \pi }.
{\displaystyle \sum _{i=1}^{3}\theta _{i}=\pi +\iint _{T}K\,dA.}
Um resultado mais geral é encontrado no artigo teorema de Gauss-Bonnet.

## Teoremas importantes

### Teorema egrégio
O teorema egrégio de Gauss (em latim: "teorema notável") estabelece que a curvatura de uma superfície pode ser determinada pelas medidas de comprimento sobre a superfície em si. De fato, isto pode ser encontrado dado o pleno conhecimento da primeira forma fundamental e expresso via a primeira forma fundamental e suas derivadas parciais de primeira e segunda ordem. Equivalentemente, o determinante da segunda forma fundamental de uma superfície em R3 pode ser assim expresso. A "notável", e surpreendente, característica deste teorema é que embora a definição da curvatura Gaussiana de uma superfície S em R3 certamente depender da forma na qual a superfície está localizada no espaço, o resultado final, a curvatura Gaussiana em si, é determinada pela própria métrica da superfície sem qualquer outras referências ao espaço ambiente: isto é uma invariante intrínseca. Em particular, a curvatura Gaussiana é invariante sob deformações isométricas da superfície.
Em geometria diferencial contemporânea, uma "superfície", vista abstratamente, é uma variedade diferenciável bidimensional. Para conectar este ponto de vista com a teoria clássica das superfícies, tal como uma superfície abstrata é imersa em R3 e dotada com a métrica Riemanniana dada pela primeira forma fundamental. Supondo que a imagem do imerso é uma superfície S em R3. Uma simetria local é um difeomorfismo f: U → V entre regiões abertas de R3 cuja restrição a S ∩ U é uma isometria para sua imagem. O Teorema Egrégio então estabelece como segue-se:
A curvatura Gaussiana de uma superfície diferenciável imersa em R3 é invariante sob as isometrias locais.
Por exemplo, a curvatura Gaussiana de um tubo cilíndrico é zero, o mesmo para o tubo "desenrolado" (o qual é plano). Por outro lado, dado que uma esfera de raio r tem constante de curvatura positiva r −2 e um plano tem constante de curvatura 0, estas duas superfície não são simétricas, mesmo localmente. Então qualquer representação planar mesmo de uma parte de uma esfera deve distorcer as distâncias. Consequentemente, nenhuma projeção cartográfica é perfeita.

### Teorema de Gauss–Bonnet
O teorema de Gauss–Bonnet relaciona a curvatura total de uma superfície à sua característica de Euler e fornece uma importante relação entre as propriedades geométricas locais e as propriedades topológicas globais.